# Riegrovy sady
Riegrovy sady leží v Praze na Vinohradech. Jde o městský park o rozloze asi 11 hektarů v nadmořské výšce 237–270 metrů. Park je ohraničen ulicemi Chopinova, Vozová, Polská, Italská a U Rajské zahrady. V parku se nacházejí rozsáhlé travnaté plochy, dětská hřiště, sportovní stadion TJ Bohemians a sportoviště TJ Sokola Vinohrady. V severní části směrem k Žižkovu na Riegrovy sady navazuje zahrada a oddechový a sportovní park Rajská zahrada. Hovorově se sady označují jako Riegráč, Riegrák, Riegráče či Riegráky. 

## Historie

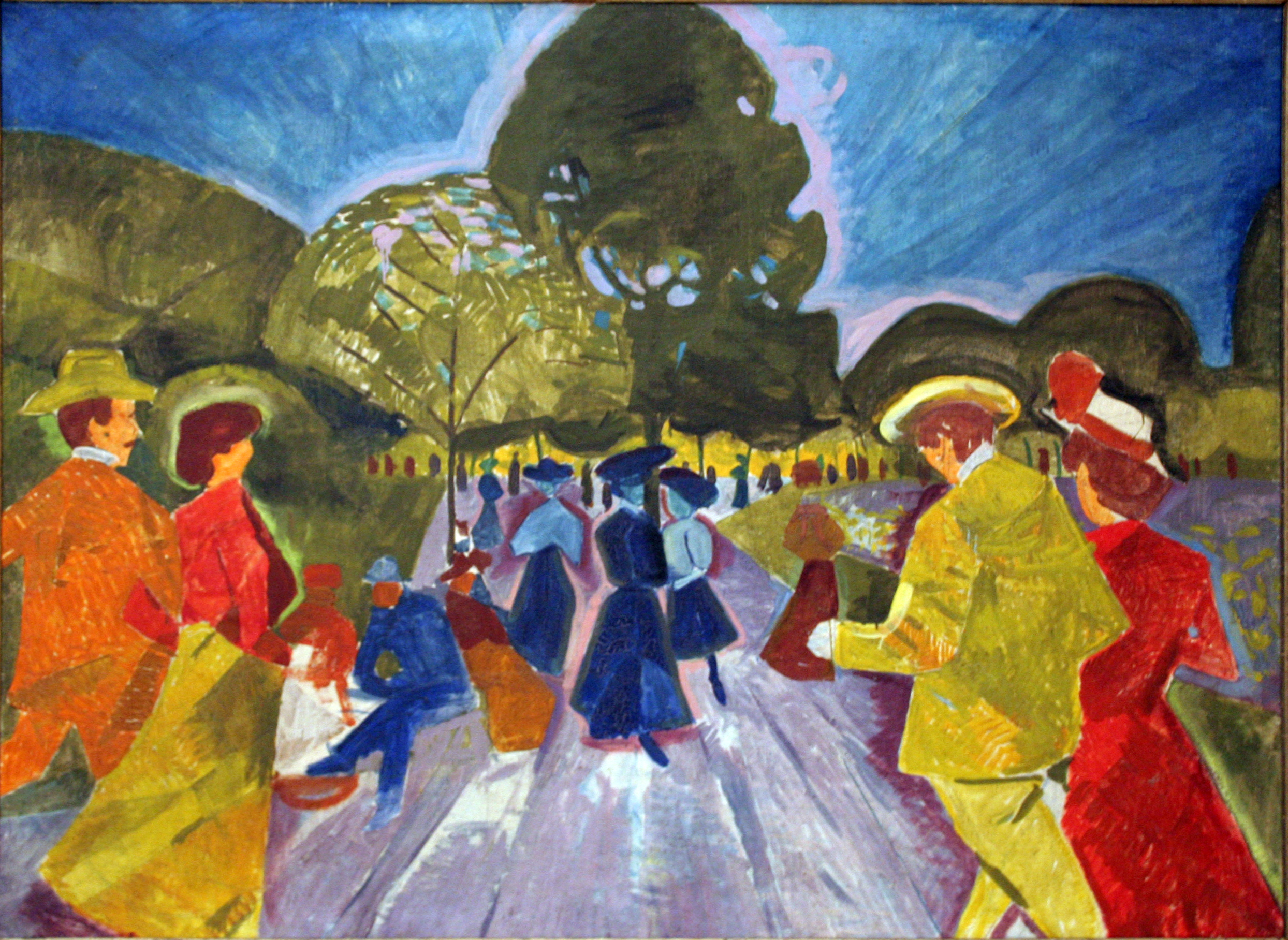
Bohumil Kubišta: Promenáda v Riegrových sadech

Historické pozemky nynějšího území sadů byly využívány jako pole a vinice. Riegrovy sady jsou pojmenované po českém advokátu a politikovi F. L. Riegrovi. Vznikly roku 1902 v rámci urbanistického plánu Královských Vinohrad spojením bývalé zahrady Kanálka a zahrad usedlostí Saracinka, Pštroska, Švihanka a Kuchynka. Park zde založil v letech 1904–1908 zahradní ředitel Leopold Batěk. Z Kanálky se kromě některých vzácných dřevin zachovalo torzo pomníku hraběnky Brigitty Canalové, rozené Taafeové (1723–1810), manželky zakladatele zahrady Josefa Emanuela Canala z Malabaily (1745–1826); má podobu trojbokého pískovcového obelisku, na jehož soklu bývaly alianční znaky rodu Canalů a Taafe, a říká se mu také Ptačí obelisk.
Roku 1913 byl v jihozápadní části odhalen bronzový pomník Františka Ladislava Riegra od J. V. Myslbeka, jehož skicu autor vytvořil již o desetiletí dříve k Riegrovým osmdesátinám. Pomník spočívá na cca čtyřmetrovém žulovém soklu, samotná figura F. L. Riegra je provedena v nadživotní velikosti (výška téměř 3 metry), stojí rozkročena s rukama v bok. U levé Riegrovy nohy leží deska s českým heraldickým lvem a Riegrovým heslem „Nedejme se!“
V jižní části sadů na místě cvičiště s dřevěnou klubovnou vinohradských Sokolů byla roku 1938 postavena konstruktivistická budova Sokolovny. Ta svým záborem velké části parkové plochy narušila základní koncept parku, protože byl přerušen souvislý jižní promenádní okruh. Tělocvična Sokola sloužila mimo jiné k nácviku obvodních spartakiád, na počest té první byla vztyčena bronzová socha cvičenky s obručí od sochaře Ladislava Kovaříka. K výročí 150 let od založení Sokola Královské Vinohrady byl vytvořen ocelový pomník od Karla a Petra Holubových.    
Během druhé světové války byl park přejmenován na Smetanovy sady. Sokolovnu si zabral útvar SS, který začal i kácet stromy v oblasti jihovýchodní části sadů, aby získal další volnou plochu. Kácení stromů bylo zastaveno až s koncem války.
Na místě staršího tzv. Šťastného hostince byla v letech 1931–1933 v konstruktivistickém slohu postavena Šretrova restaurace podle návrhu architekta Františka Marka. V ní se až do 70. let 20. století každou neděli konaly koncerty dechové hudby. V 90. letech 20. století byla restaurace přeměněna na administrativní budovu. Kromě toho bývala v provozu rozhledna přezdívaná Mlékárna; ta byla zrekonstruována a v současné době je v ní provozována kavárna. Z ní i z parku se otevírá rozhled na Pražský hrad, Malou Stranu a na kolejiště Hlavního nádraží
Po válce se zmenšila původní rozloha parku z důvodu zastavení jeho části provizorní dřevěnou boudou jeslí, existující ve zděné podobě dodnes a v letech 1956–1957 výstavbou dvou základních škol. Dále zde bylo po roce 1970 provedena výstavba trafostanice a rozšíření areálu Vysoké školy ekonomické.
V roce 1993 bylo vedle restaurace obnoveno dětské hřiště podle návrhu architektů Ladislava Schejbala a Petra Kahouna. Po povrchy zpevněných ploch byla použita pražská mozaika.

## Popis
Riegrovy sady jsou charakteristické volnými loukami a impozantní vyhlídkou na Prahu. Vyskytuje se zde převislý habr obecný, jasan ztepilý, sloupovitý jinan dvojlaločný a další. Cesty v parku kopírují vrstevnice terénu. Jsou zde vytvořena také menší intimní zákoutí. Severozápadní část parku můžete vidět ještě původní betonové napodobeniny kořenových obrubníků, pařezových ptačích pítek a okrajů schodišť. Jsou zde také historické litinové pumpy.

## Fotogalerie

Sochy, pomník a obelisk v Riegrových sadech v Praze
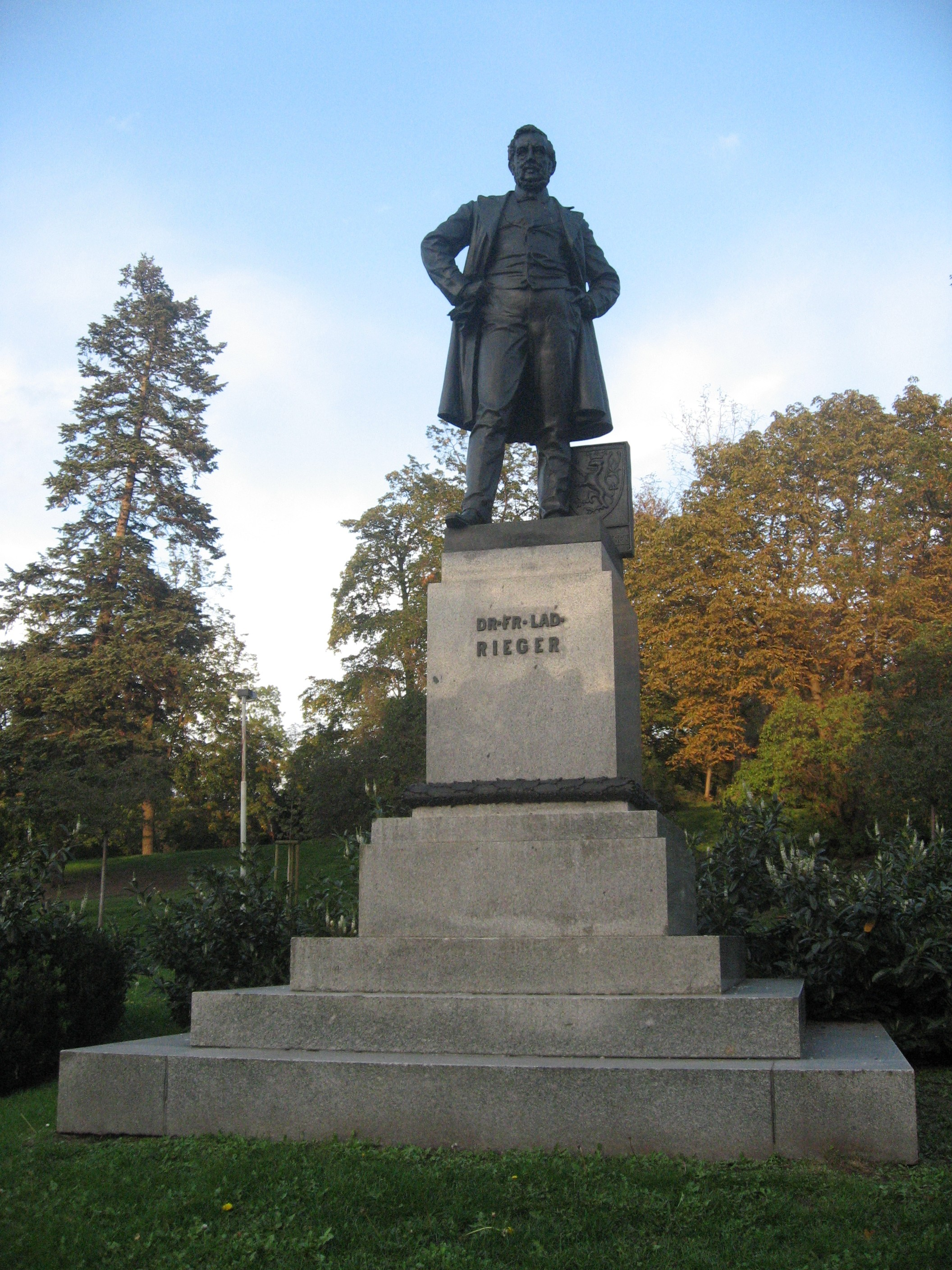
Socha F. L. Riegra od J. V. Myslbeka
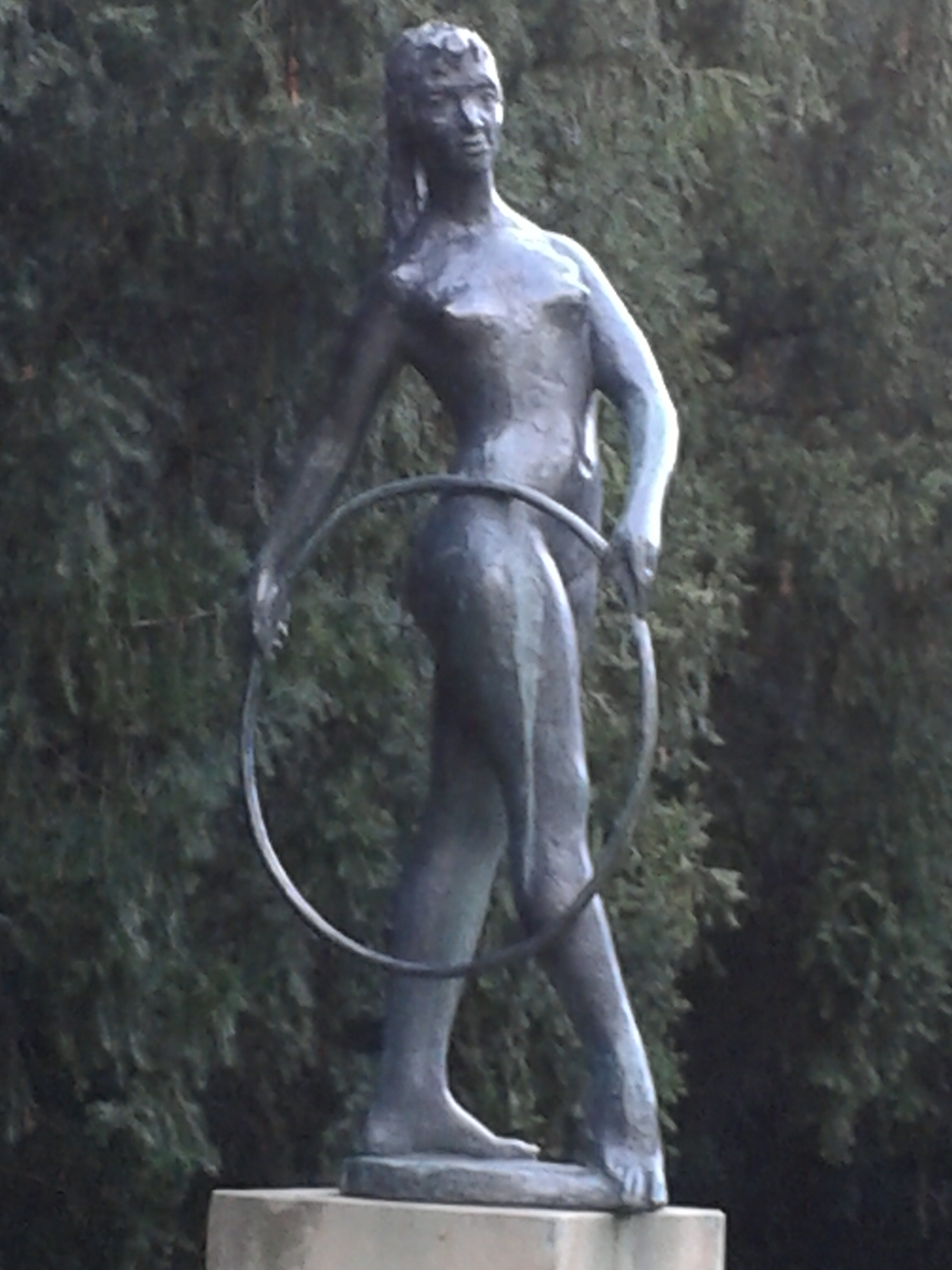
Bronzová "Dívka s obručí" od Ladislava Kovaříka
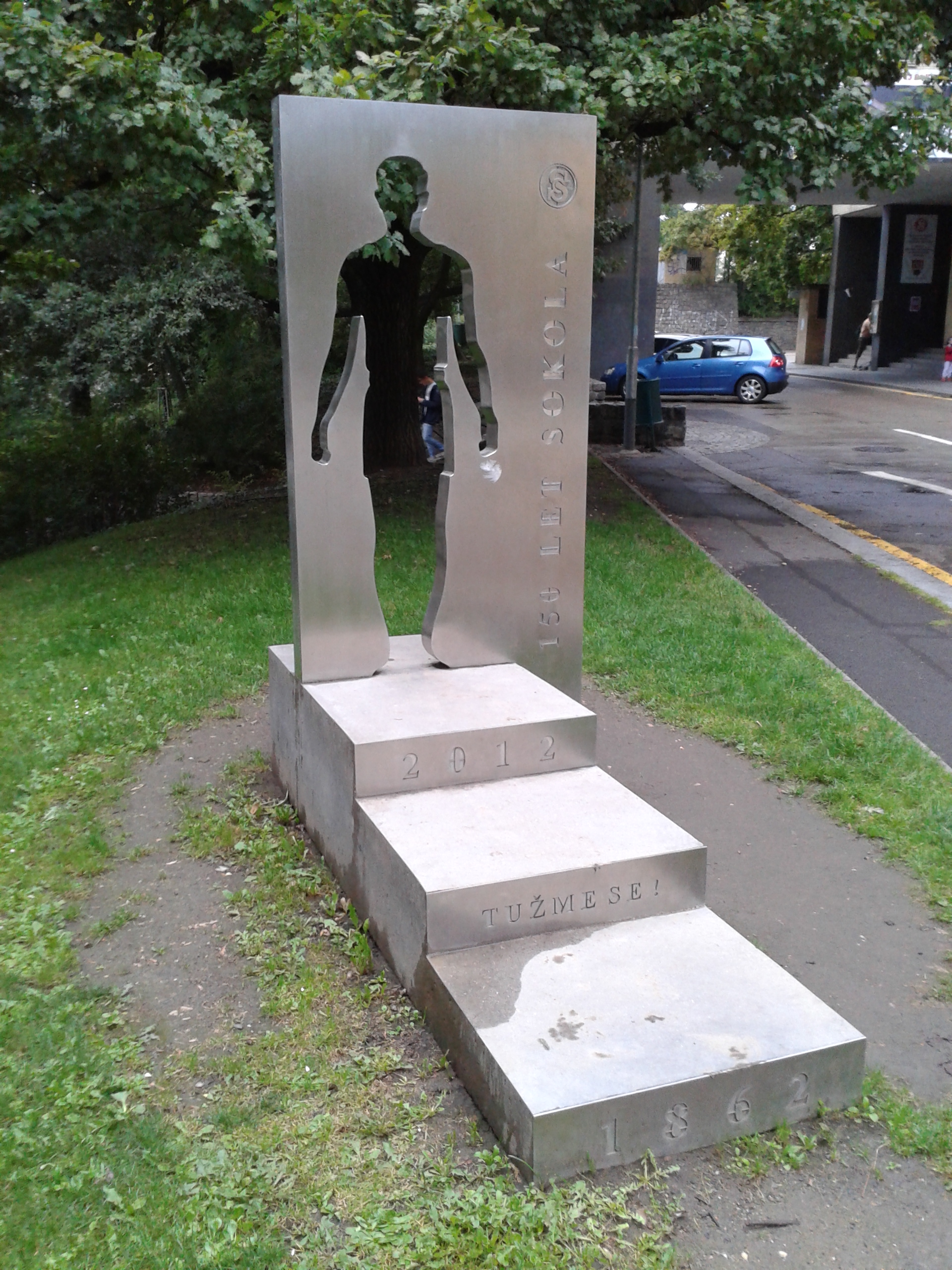
Pomník k výročí 150 let Sokola Královské Vinohrady
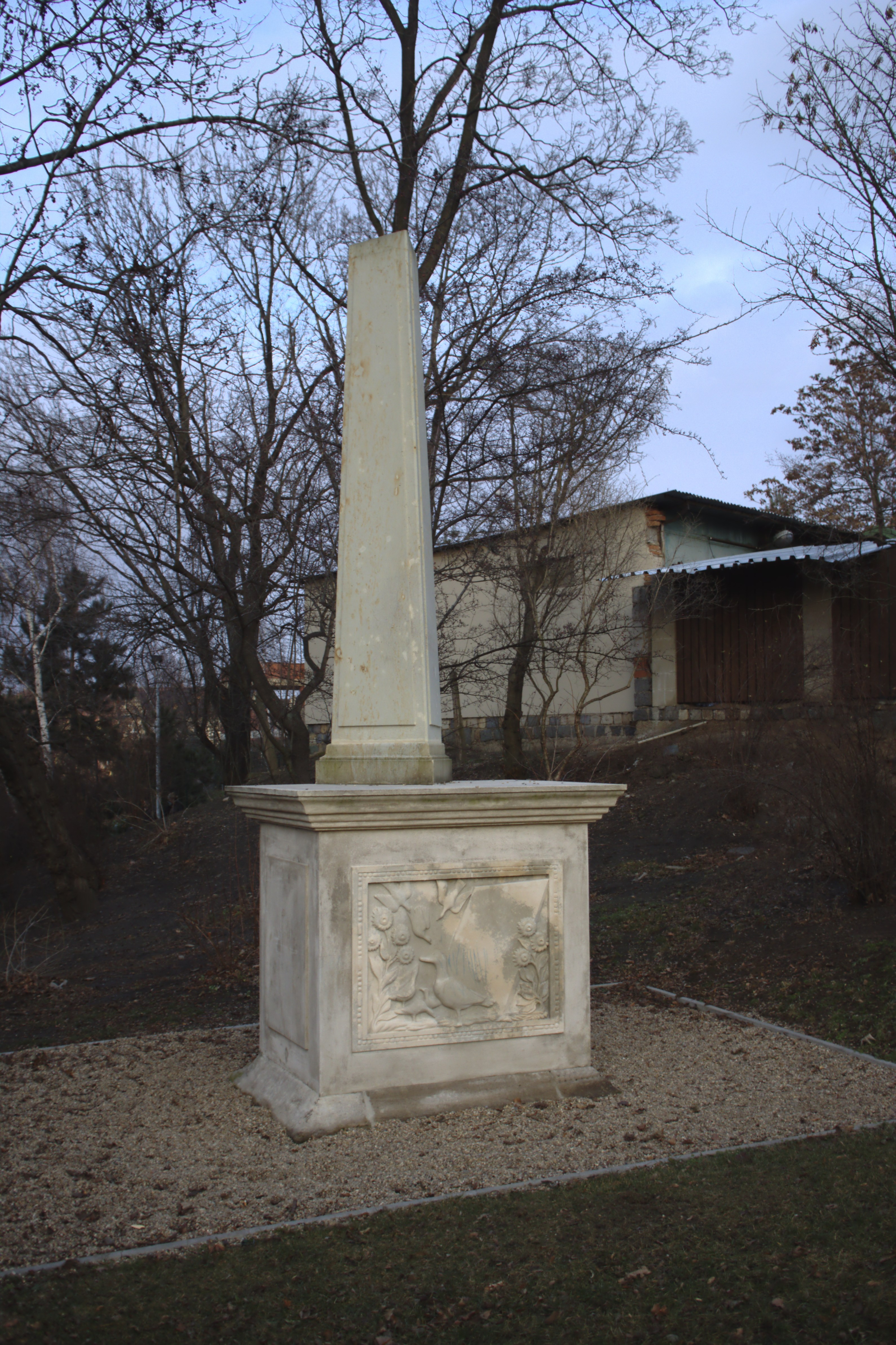
Trojboký pomník hraběnky Brigitty Canal-Malabaila (z roku 1810)